# 南港墘北極殿
南港墘北極殿位於臺灣臺南市新市區港墘里，主供奉神明為北極玄天上帝二上帝，建立於民國78年（1989），同祀中壇元帥、張公法主，配祀火德星君、虎爺公、福德正神、註生娘娘、康元帥、趙元帥、溫元帥、馬元帥、五營神將及松王公等。

## 廟史沿革
據廟方記載，於清朝年間，由林姓祖先自中國恭迎北極玄天上帝金身來臺，安於宅中奉祀，當時有歐家乃奉祀張公法主、鄭家則乃奉祀中壇元帥。
清嘉慶四年（1799）由村民翁皮發起每年設立爐主並採爐主制輪祀，但當時卻未分祀玄天大上帝及二上帝。直至二戰期間，許多村民流離失所，因而分為南港墘及北港墘兩大部落，其中北港墘供奉大上帝，而南港墘則供奉二上帝。
於民國56年（1967）由翁天雨執事，號召村民捐款以建設中山堂，並附設神龕奉祀。
於民國75年（1986）由地方人士提議重新建廟，並於民國78年（1989）竣工安座，為南港墘北極殿。

## 外部連結
- 南港墘北極殿 — 文化資源地理資訊系統 （页面存档备份，存于）